# Чаговець Валерій Костянтинович
Вале́рій Костянти́нович Чагове́ць (м. Харків) — український вчений у галузі фізика низьких температур, квантових рідин і кристалів. Доктор фізико-математичних наук, професор, лауреат Державної премії України в галузі науки і техніки.